# Луксембург на Светском првенству у атлетици на отвореном 2019.
Луксембург је учествовао на 17. Светском првенству у атлетици на отвореном 2019. одржаном у Дохи од 27. септембра до 6. октобра тринаести пут. Репрезентацију Луксембурга представљао је један атлетичар који су се такмичио у бацању кугле.,.
На овом првенству такмичар Луксембурга није освојио ниједну медаљу, нити је оборен неки рекорд.

## Учесници
Мушкарци:
- Боб Бертемес — Бацање кугле

## Резултати

### Мушкарци
| Атлетичар    | Дисциплина   | Лични рекорд | Квалификације | Квалификације | Финале               | Финале       | Детаљи |
| Атлетичар    | Дисциплина   | Лични рекорд | Резултат      | Место         | Резултат             | Место        | Детаљи |
| ------------ | ------------ | ------------ | ------------- | ------------- | -------------------- | ------------ | ------ |
| Боб Бертемес | Бацање кугле | 22,22 НР     | 19,89         | 13. у гр. Б   | Није се квалификовао | 26 / 34 (35) |        |